# Trixoscelis paraproxima
Trixoscelis paraproxima är en tvåvingeart som beskrevs av Soos 1979. Trixoscelis paraproxima ingår i släktet Trixoscelis och familjen myllflugor.
Artens utbredningsområde är Ungern. Inga underarter finns listade i Catalogue of Life.